# Kamienica Ernsta Friebela w Bydgoszczy
Kamienica Ernsta Friebela w Bydgoszczy – kamienica położona w Bydgoszczy przy ul. Gdańskiej 130.

## Położenie
Budynek stoi we wschodniej pierzei ul. Gdańskiej, między ul. Chodkiewicza, a Kamienną.

## Charakterystyka
Kamienicę wzniesiono w 1911 roku z inicjatywy mistrza dekarskiego Ernsta Friebela przez kierującego pracami przedsiębiorcę budowlanego Karla Gehrke. W pierwszej dekadzie XX wieku w pomieszczeniach parteru funkcjonowała agencja pocztowa.
Na parceli zachowała się zabudowa oficynowa z czasów wznoszenia budynku frontowego. 
Budynek utrzymano w stylistyce modernistycznej, o asymetrycznej bryle zaakcentowanej zróżnicowaniem wysokości budynku i czterokondygnacyjnego ryzalitu, formą zadaszenia i wertykalizmem boniowanych lizen. Całość podkreśla geometryzująca dekoracja fasady i układ balkonów z żeliwnymi barierkami.